# Hiranyaksha

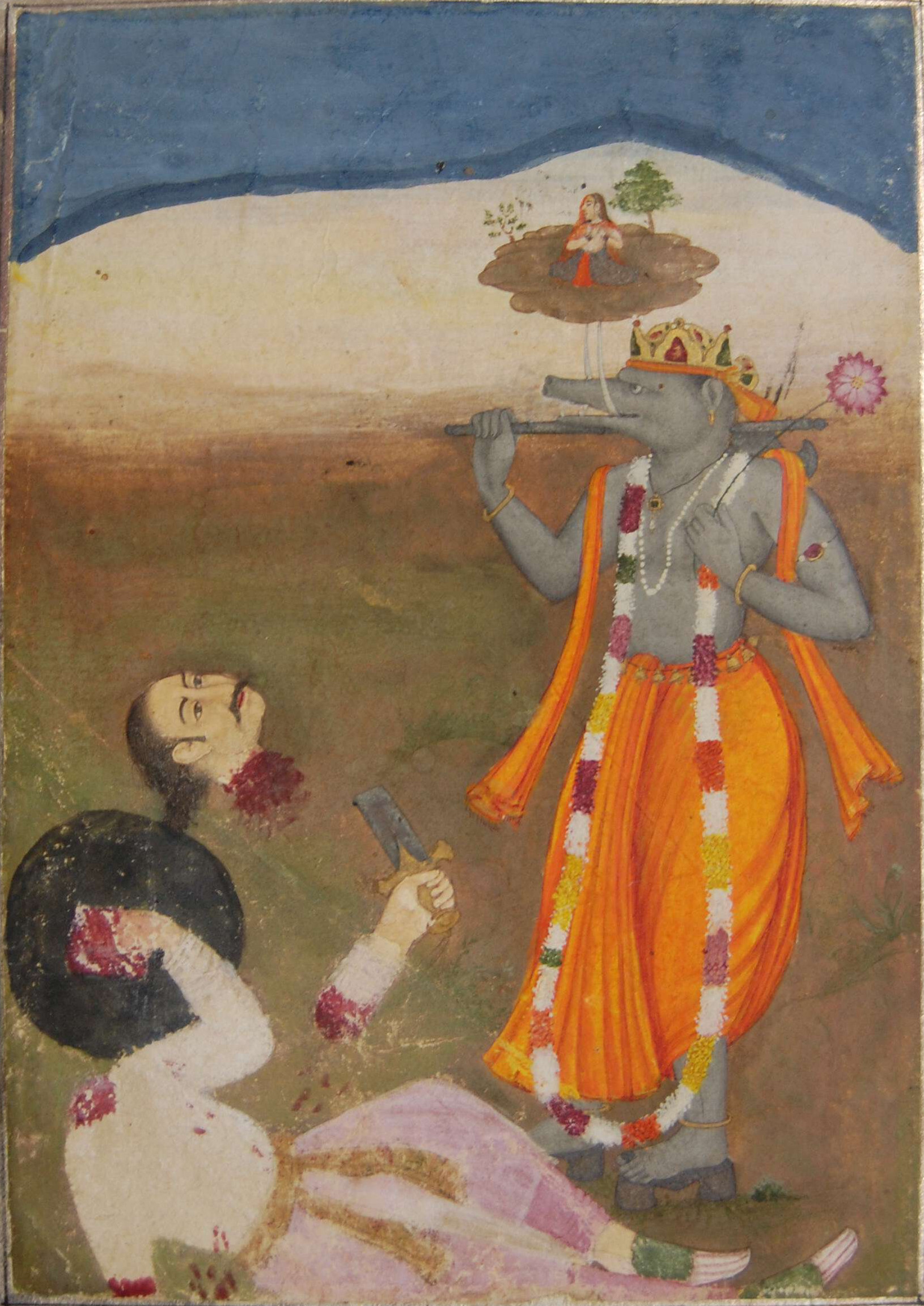
Demonul Hiranyaksha fiind decapitat de Varaha, avatarul lui Vishnu cu formă de porc mistreț.

În hinduism , Hiranyaksha (sanscrită : हिरण्याक्ष) a fost un asura sau demon indian , fiu al lui Diti și Kashyap . Odată el a furat pământul , personificat ca zeița hindusă Bhumi , și l-a ascuns în apele primordiale . În cele din urmă Hiranyaksha a fost ucis de către Varaha , un avatar monstruos cu cap de mistreț al zeului Vishnu , iar apele au fost eliberate . De asemenea tot el a mai avut și un frate mai mare numit Hiranyakashipu , care a încercat să răzbune moartea fratelui său mai mic făcând penitență pentru zeul Brahma , în schimbul unor puteri magice , dar în cele din urmă a fost ucis de Narasimha , tot un avatar al lui Vishnu .